# Marie Louise Velotti
Marie Louise Velotti, née le 26 novembre 1826 à Naples et morte le 3 septembre 1886 à Casoria, est une religieuse stigmatisée italienne fondatrice des franciscaines adoratrices de la Sainte Croix . Elle est vénérée comme bienheureuse par l'Église catholique, et fêtée le 3 septembre.

## Biographie

### Jeunesse
Marie Velotti naît à Naples le 16 novembre 1826. Ses parents, Francesco Velotti et Teresa Napoletano, sont de simples ouvriers. Orpheline à 2 ans, elle est recueillie par une tante. Elle grandit dans un milieu très pratiquant. Elle reçoit l'instruction élémentaire auprès du curé de la paroisse. Toutefois Marie est maltraitée par sa tante. Elle ne mange pas à sa faim, subit toutes sortes d'humiliations et des coups. Lorsqu'elle part à la messe, sa tante refuse de la laisser porter des chaussures, et doit faire le chemin pieds nus. Marie trouve son réconfort dans une intense vie de prière, et offre ses souffrances et humiliations à Jésus. Son enfer prend fin lorsqu'un couple de la région, les Sabatino, la prennent comme domestique.

### Vie religieuse
À 23 ans, Marie Velotti rencontre le Père Filippo Antonio da Domicella, un capucin, qui devient son directeur spirituel. Le 2 février 1853, elle devient tertiaire franciscaine et prend le nom de sœur Marie Louise du Saint Sacrement. Les Sabatino acceptent de la laisser vivre chez eux comme une religieuse. Elle sort seulement de la maison pour assister à la messe. Alors qu'elle ne sait à peine lire et écrire, elle tient des conversations de haute spiritualité, tirées de sa profonde vie intérieure. En 1854, son directeur spirituel la place dans un couvent de franciscaines, où elle peut épanouir sa vie religieuse.
Selon ses proches, elle est l'objet de phénomènes singuliers : extases, visions ou encore des attaques du diable, parfois si violentes qu'elle est blessée et doit restée alitée pendant plusieurs jours. Son directeur spirituel affirme avoir assisté à sa crucifixion mystique, lors de laquelle elle reçoit les stigmates invisibles. Bien que d'une santé fragile, elle s'impose de dures mortifications, portant le cilice et se flagellant pendant la nuit.
Sa réputation de sainteté est telle qu'on vient de toute la région pour la consulter. Même le cardinal Sisto Riario Sforza la visite plusieurs fois.

### Fondation
Marie Louise Velotti est maîtresse des novices franciscaines. Elle leur transmet l'amour de la Croix et de la pauvreté. Toutefois la supérieure du couvent refuse d'amener la communauté dans un plus grand dénuement, ce qui provoque une séparation. En 1867, le petit couvent ferme, et Marie Louise est hospitalisée à Naples à cause d'une grave maladie. Sa réputation de sainteté est telle que de nombreuses jeunes femmes viennent la trouver pour réaliser leur vocation religieuse. C'est au cours de cette période qu'elle rencontre Eletta Albini, une veuve qui désire mener une vie consacrée. Elles nourrissent ensemble le projet de créer une communauté. Ayant obtenu une petite maison à Miano, elles s'y installent et mènent une vie retirée du monde. En 1875, elles acquièrent une maison dans Naples, et les nouvelles recrues font leurs vœux religieux, en prenant la règle de saint François d'Assise. Ainsi naît la Congrégation des Franciscaines adoratrices de la Croix.
En 1884, la communauté s'agrandit, et la maison est trop petite. Marie Louise et ses sœurs se transfèrent alors à Casoria. Elles établissent aussi une école pour les jeunes filles des campagnes. Le charisme de Mère Marie Louise attire à elle de nombreuses personnes. On lui attribue des guérisons, raison pour laquelle elle est surnommée par la population la sainte nonne.
À partir de 1886, sa santé se détériore gravement. Très amaigrie et soumise à de nombreux soins, elle passe les dernières semaines de sa vie dans une chaise roulante, à cause d'une paralysie presque totale. Après de longues souffrances, elle meurt le 3 septembre 1886 dans la maison mère de sa congrégation, à Casoria. 

## Vénération

### Béatification

#### Enquête sur les vertus
Sa cause de béatification débute en 1927 à Naples. L'enquête diocésaine récoltant les témoignages sur sa vie se clôture en 1934 ; le dossier est envoyé à Rome pour y être étudié par le Saint-Office. 
Le 21 janvier 2016, le pape François reconnaît ses vertus héroïques et la déclare vénérable. 

#### Reconnaissance d'un miracle
Le 12 décembre 2019, le pape reconnaît comme authentique une guérison attribuée à son intercession et signe le décret permettant sa béatification. Mère Velotti a été solennellement proclamée bienheureuse le 26 septembre 2020, au cours d'une messe célébrée à Naples par le cardinal Crescenzio Sepe.
Casoria est le lieu d'activité de trois autres fondateurs, contemporains de Mère Velotti : 
- sainte Julie Salzano (canonisée en 2010)
- saint Ludovic de Casoria (canonisé en 2014)
- sainte Marie-Christine de l'Immaculée-Conception (canonisée en 2015)[1]